# Reika Hashimoto
Reika Hashimoto (橋本麗香?, Hashimoto Reika; Tokyo, 25 dicembre 1980) è una modella e attrice giapponese.
Suo padre è statunitense e i suoi nonni sono spagnoli.

## Filmografia

### Cinema
- Hakuchi, regia di Makoto Tezuka (1999)
- Jikken Eiga, regia di Makoto Tezuka (1999)
- Hero? Tenshi Ni Aeba..., regia di Kôsuke Tsurumi (2004)
- Mōju vs Issunbōshi, regia di Teruo Ishii (2001)
- Survive Style 5+, regia di Gen Sekiguchi (2004)
- Shinkuronishiti, regia di Macoto Tezuka (2004)

### Televisione
- Mokuyō no kaidan (1996)
- B-Fighter Kabuto (ビーファイターカブト) - serie TV, 7 episodi (1996)
- Ren ren do shuo wo ai ni (人人都说我爱你) (2003)
- Jiang shan mei ren (江山美人) (2004)
- Xia ying xian zong (侠影仙踪) (2004)

#### Programmi televisivi
- Wonderful (ワンダフル) (1996)
- Pro－file (2004)

## Pubblicità
- Bireleys (Asahi Iinryō)
- Anessa (Shiseido)
- Skinguard (Johnson)
- Kentucky Fried Chicken
- Casio